# 狹義相對論的實驗驗證
狹義相對論為近代物理的一支基礎理論，解釋了當重力場不顯著情形下所有的物理現象。在理論發展的過程中，許多實驗扮演了重要的角色，提供了靈感或做為理論驗證。此理論的強健在於其能精準地預測各種不同領域的實驗，提高精準度的新驗證實驗仍在進行中。近期的實驗焦點在普朗克尺度與微中子方面，目前的結果皆與狹義相對論相應。主要的實驗研究者包括Jakob Laub、Zhang、Mattingly、Clifford Will、Roberts/Schleif等研究群。
狹義相對論的背景限制於平直時空，亦即重力現象不顯著的情形。當重力現象顯得重要時，主要理論則需採用廣義相對論，與此對應的實驗驗證則參見廣義相對論的實驗驗證。

## 引導出狹義相對論的實驗
19世紀關於光的主流理論為光以太學說，其為一「靜止」的介質，光波在其中傳導的方式類似於聲波在空氣中。做為類比，以太中的所有方向的光速為常數，與光源速度無關。因此當一觀察者相對於以太做運動會觀測到某種「以太風」，一如在空氣中的移動觀察者會感受到風。

### 一階實驗

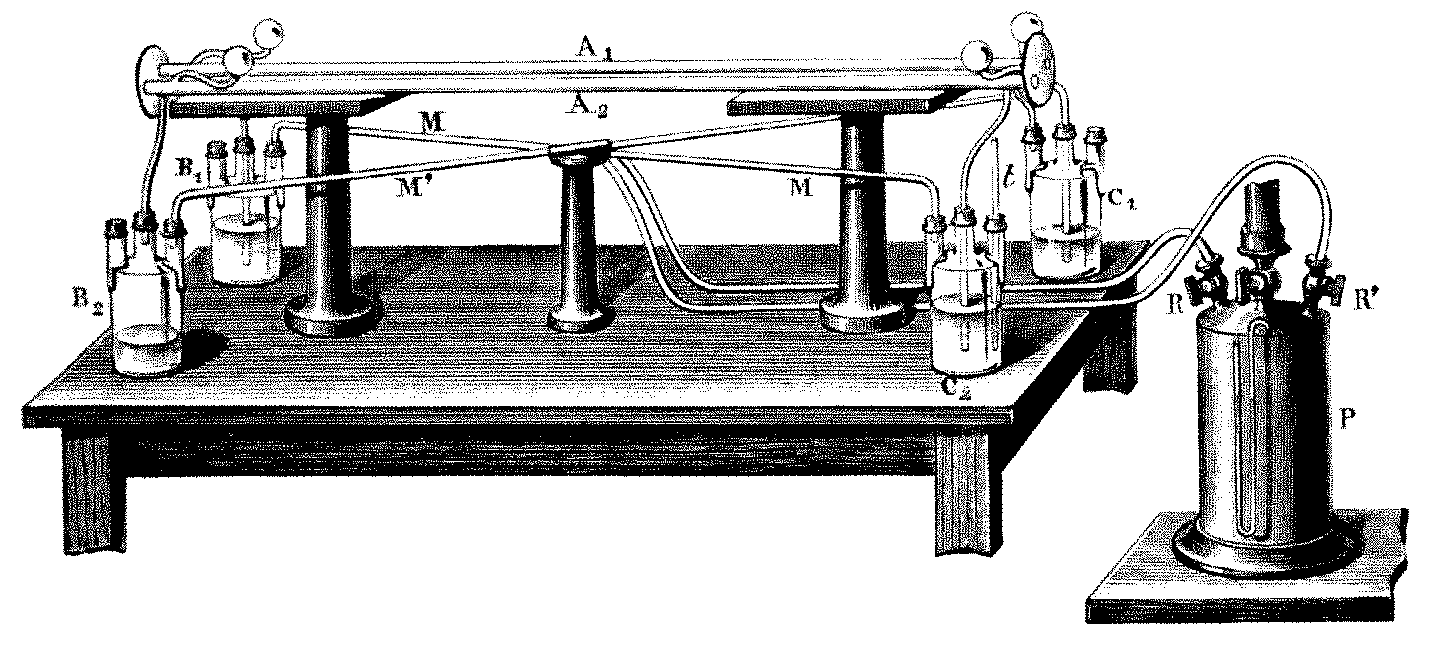
菲佐實驗（Fizeau experiment）, 1851

從弗朗索瓦·阿拉戈於1810年的研究開始，有一連串的光學實驗進行過，預期中應可測得v/c值一階項的正結果，以展示以太中的相對運動。然而得到卻是負結果。奧古斯丁·菲涅耳於1818年提出了解釋，其中引入了一個附加假設稱為「拖曳係數」（dragging coefficient），亦即物質會對以太做小程度的拖曳。1851年的菲佐實驗顯示了此一係數。隨後的一階實驗顯示了因為拖曳係數，實驗必得出負結果。此外，一些靜電學一階實驗也顯示了負結果。亨德里克·勞侖茲於1892年與1895年，在運動觀察者的情形下引入幾項新的額外變數，解釋為何所有一階的光學與靜電學實驗會產生負結果。這些變數包括了：使靜電場在運動方向上收縮的位置變數，以及與目前位置相關的「局域時間」變數。

### 二階實驗

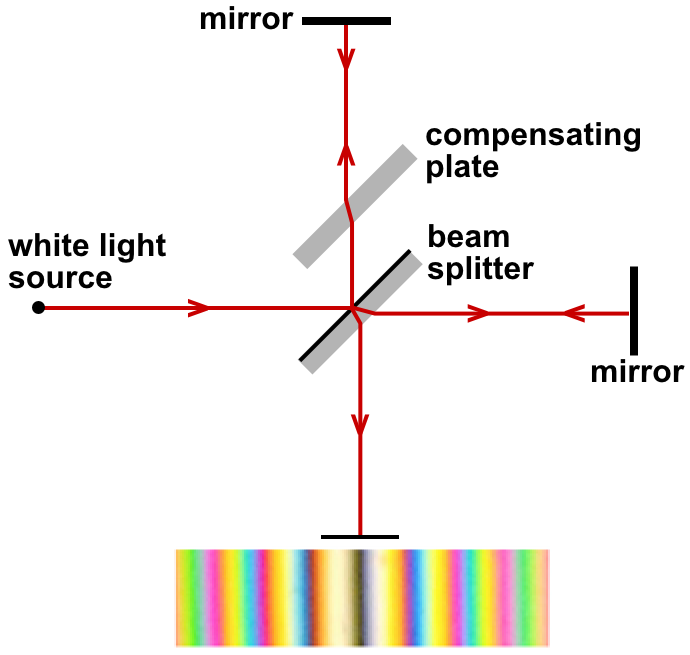
邁克生-莫利干涉儀（Michelson-Morley interferometer）